# Eubacterium nodatum
Eubacterium nodatum è una specie di batterio appartenente alla famiglia delle Eubacteriaceae.